# فرانک کورتز
فرانک کورتز (انگلیسی: Frank Kurtz; ۱۱ سپتامبر ۱۹۱۱ – ۳۱ اکتبر ۱۹۹۶) فرد نظامی اهل ایالات متحده آمریکا بود.
وی همچنین برندهٔ جوایزی همچون صلیب پرواز ممتاز (ایالات متحده) و ستاره نقره‌ای شده‌است.